# Mr. Fix-It (film 1912)
Mr. Fix-It è un cortometraggio muto del 1912 diretto e interpretato da Mack Sennett con Mabel Normand, Fred Mace e Ford Sterling. Prodotto dalla Keystone, il film - conosciuto anche con il titolo Mr. Fixit - uscì nelle sale il 18 novembre 1912, distribuito dalla Mutual Film.

## Produzione
Il film fu prodotto dalla Keystone di Mack Sennett.

## Distribuzione
Distribuito dalla Mutual Film,  il film - un cortometraggio di 144 metri - uscì nelle sale cinematografiche USA il 18 novembre 1912. Nelle proiezioni, veniva programmato con il sistema dello split reel, accorpato in un'unica bobina con un altro cortometraggio prodotto da Sennett, la comica The Rivals.